# Raie aigle
Taxons concernés
Dans la famille des Myliobatidae, dans les genres :
- Aetobatus
- Myliobatismodifier

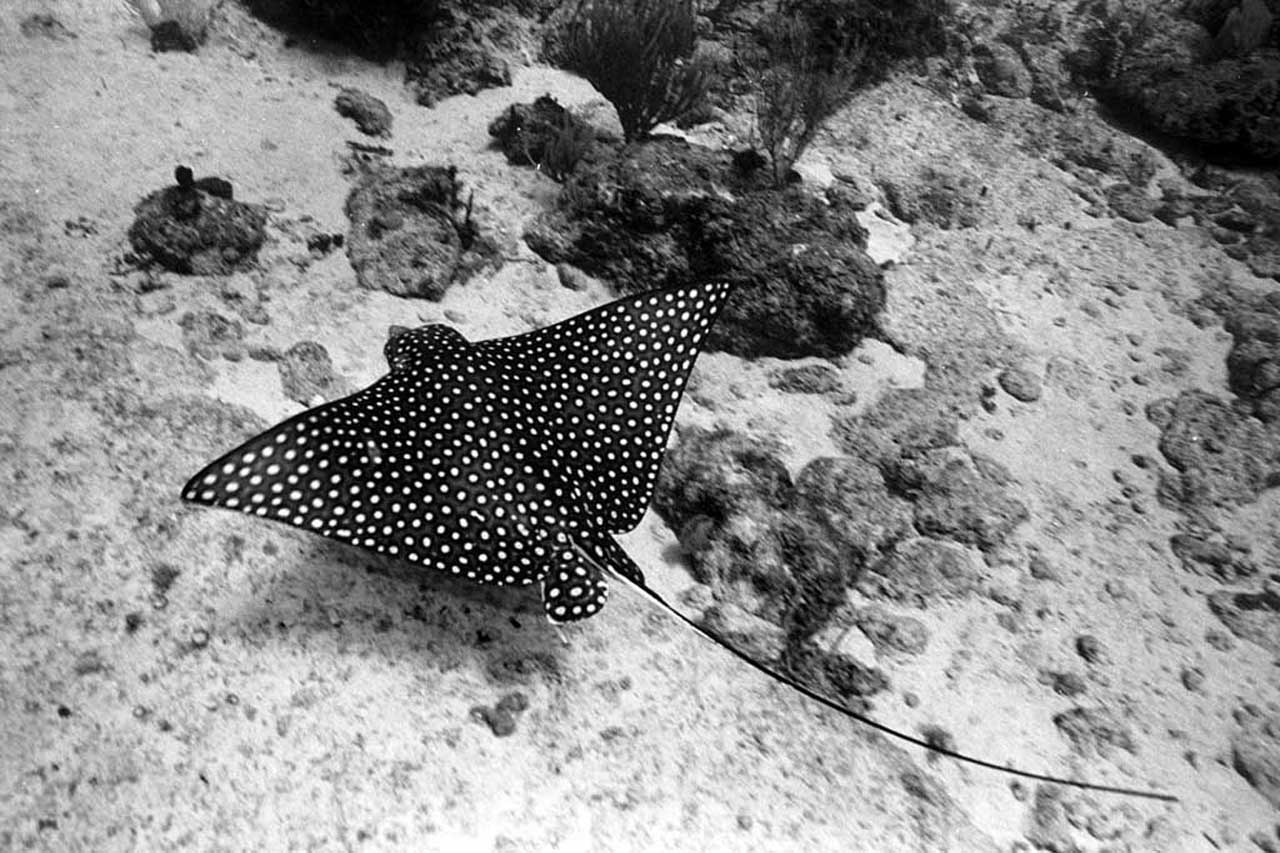

Le terme raie aigle est le nom vernaculaire donné en français à plusieurs raies de la famille des Myliobatidae, qui font partie des plus grandes raies et vivent en pleines eaux plutôt que sur les fonds. Excellentes nageuses, elles se nourrissent de crustacés qu'elles cassent avec leurs dents extrêmement dures.

## Liste des raies nommées «raies aigles»
Comme souvent, ce nom vernaculaire désigne plusieurs espèces distinctes:
- Aetobatus guttatus (Shaw, 1804) -- (en) Indian eagle ray
- Aetobatus narinari (Euphrasen, 1790), ou Raie léopard -- (en) spotted eagle ray
- Myliobatis aquila (Linnaeus, 1758) -- (en) common eagle ray
- Myliobatis freminvillii Lesueur, 1824 -- (en) bullnose eagle ray
- Myliobatis goodei Garman, 1885 -- (en) southern eagle ray
- Myliobatis longirostris Applegate and Fitch, 1964 -- (en) longnose eagle ray